# 圣埃卢瓦德日
圣埃卢瓦德日（法語：Saint-Éloy-de-Gy，法語發音：[sɛ̃.t‿elwa də ʒi]）是法国谢尔省的一个市镇，属于布尔日区。

## 地理
圣埃卢瓦德日（47°9'22"N, 2°20'33"E）面积31.2 平方千米，位于法国中央-卢瓦尔河谷大区谢尔省，该省份为法国中部省份，北起卢瓦雷省，西接卢瓦-谢尔省和安德尔省，南至克勒兹省，东南接阿列省，东临涅夫勒省。
与圣埃卢瓦德日接壤的市镇（或旧市镇、城区）包括：阿洛尼、阿卢伊、贝里-布伊、圣杜尔沙、圣马丹多克西尼、瓦斯莱。

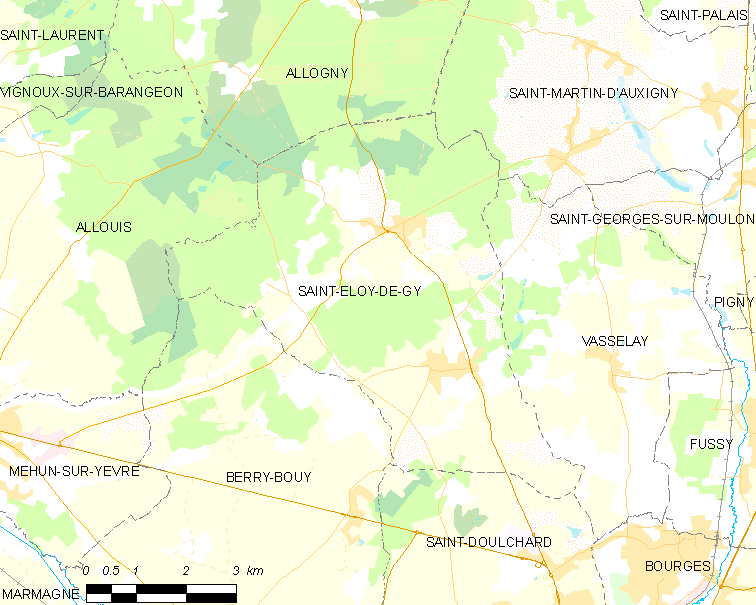
圣埃卢瓦德日的OSM定位图

圣埃卢瓦德日的时区为UTC+01:00、UTC+02:00（夏令时）。

## 行政
圣埃卢瓦德日的邮政编码为18110，INSEE市镇编码为18206。

## 政治
圣埃卢瓦德日所属的省级选区为圣马丹多克西尼县。

## 人口

1962-2008年间圣埃卢瓦德日人口变化图示

圣埃卢瓦德日于2022年1月1日时的人口数量为1569人。